# 1979 في الإمارات العربية المتحدة
فيما يلي قوائم الأحداث التي وقعت خلال عام 1979 في الإمارات العربية المتحدة.

## سياسة

### تعيين في المنصب
- 25 أبريل – راشد بن سعيد آل مكتوم قائمة رؤساء الوزارة بالإمارات، رئيس وزراء الإمارات العربية المتحدة  [لغات أخرى]‏.

## ظهور
- 1 يناير – غلف نيوز

## مواليد

### يناير
- 1 يناير – مريم المنصوري طيارة مقاتلة إماراتية.
- 1 يناير – نورة الكعبي سيدة أعمال إماراتية.

### مايو
- 23 مايو – عبد الرحيم جمعة لاعب كرة قدم إماراتي.

### أغسطس
- 25 أغسطس – حسين الجسمي
- 27 أغسطس – عبيد الطويلة لاعب كرة قدم إماراتي.

### سبتمبر
- 27 سبتمبر – عيسى عبيد

### أكتوبر
- 17 أكتوبر – خالد درويش لاعب كرة قدم إماراتي.

### ديسمبر
- 12 ديسمبر – علي عباس لاعب كرة قدم إماراتي.